# Cobram
Cobram – miasto w Australii, w stanie Wiktoria.